# Premiers monastères du XVIe siècle sur les versants du Popocatépetl
Au Mexique, quinze monastères du XVIe siècle construits sur les versants ou à la proximité du Popocatepetl (volcan actif à 70 km au sud-est de la ville de Mexico) ont été classés au patrimoine mondial de l’humanité par l’UNESCO (le Mexique possède déjà 26 sites inscrits au patrimoine). Ils sont situés dans les villes de Atlatlauhcan, Cuernavaca, Hueyapan, Tetela del Volcán, Yautepec, Ocuituco, Tepoztlán, Tlayacapan, Totolapan, Yecapixtla ainsi que Zacualpan de Amilpas Calpan, Huexotzingo, Tochimilco et Tlaxcala qui sont proches du volcan. Le style architectural de ces constructions est plateresque.

## Les monastères

### Monastère dominicain deTepoztlan
Ce monastère fut construit entre 1559 et 1580. Il était dédié à la nativité de la Vierge et ressemble à une forteresse. L’église ne fut terminée qu’en 1588. Les fresques d’origine représentant des thèmes catholiques sont toujours présentes.

### Monastère franciscain et cathédrale deCuernavaca
Cuernavaca est la capitale de l’État de Morelos. La cathédrale appartenait déjà au patrimoine national. Sa construction a commencé en 1533. 

### Monastère augustin deAtlatlauhcan
Atlatlauhcan est une autre ville de l’État de Morelos où fut construit un monastère augustin entre 1570 et 1600. 

### Monastère franciscain et augustin deYecapixtla
Yecapixtla est une ville de l’État de Morelos. Les franciscains commencèrent par y construire une modeste chapelle en 1525, remplacée par la suite par un monastère-forteresse dont la construction fut dirigée par Augustinian Jorge de Avila. 

### Monastère franciscain deHuejotzingo
Huejotzingo est dans l’État de Puebla, à 2100 mètres au-dessus du niveau de la mer. Le monastère qui y fut construit est considéré comme un des plus beaux de la région. Il date du XVIe siècle. La ville se développa autour du monastère et fut terminée dans les années 1570.L’église ressemble à elle seule à une forteresse à cause de sa hauteur et sa sobre façade.

### Monastère franciscain deCalpan
Le monastère fut fondé en 1548. Calpan est dans l’État de Puebla.

### Monastère franciscain deTochimilco
Tochimilco est sur un versant du Popocatépetl dans l’État de Puebla. Un monastère y fut construit au XVIe siècle. L’église possède une façade de la Renaissance.